# Wild Style
Wild Style es una película estadounidense dramática-musical de 1983 escrita y dirigida por Charlie Ahearn. Fue la primera película del Movimiento hip hop. La fecha de lanzamiento de forma independiente fue en 1982 por First Run Features, y posteriormente reeditado como video casero por Rhino Home Video, la película destacados actores como Fab Five Freddy, Lee Quiñones, la Rock Steady Crew, The Cold Crush Brothers, Patti Astor, Sandra Fabara y Grandmaster Flash. El protagonista es el legendario artista de grafitis "Lee" George Quiñones conocido como "Zoro". El logotipo de "Wild Style" que aparece en la portada fue diseñado originalmente por TRACY168 fue copiado y aplicado por los pintores escénicos Zephyr, Revolt y Sharp.
La película es un exponente especial en su género, pues en ella los actores desempeñan papeles que fueron diseñados para mostrar exactamente cómo fueron en la vida real. Si bien contiene un argumento flojo para su comercialización, éste no es la razón por la que es altamente considerada, sino el uso de los iconos de la cultura hip-hop, que convierten a esta cinta en legendaria. El rodaje fue apoyado con documentación profunda de la época y de una subcultura que fue tomando fuerza por sí misma.

## Sinopsis
En Nueva York, el legendario artista de grafitis Lee Quiñones interpretando el papel de Zoro, escritor de grafitis más popular y al mismo tiempo clandestino de la ciudad es considerado por un programa de televisión para conceder una entrevista sobre el creciente arte del grafiti. La historia real de la película se refiere a la tensión entre la pasión de Zoro por su arte y su vida personal, en particular los problemas con su familia y su relación tensa con su compañera la artista Rose. Lo que podemos apreciar en Wild Style es una película que muestra las bases del hip-hop como cultura pues está llena de filaciones en el metro, escenas de breakdance, freestyle y MCing, y extrañas filmaciones de uno de los padrinos del hip-hop, Grandmaster Flash, con algunos scratches impresionantes y las mezclas que lo caracterizan mezclando entre 2 tornamesas en la cocina, todo un clásico. Una cita obligada para cualquier persona interesada en los verdaderos orígenes de la música hip-hop y su cultura.

## Producción
La mayoría de las imágenes fueron filmadas durante el otoño de 1981 a principios de 1982. Les tomó a los productores casi un año para postproducir el film y lanzarlo al mercado; Warner Bros., ahora una subsidiaria de Time Warner, se fijó inicialmente para ser distribuidor de la película, pero la empresa se retiró, por temor a que no se beneficiarían de la película. Time Warner también fue copropietario de la película a través de Rhino Records, una división de Atlantic Records, hasta que Time Warner vendió Warner Music a inversores privados en 2004. Grandmaster Flash y The Furious Five, Cold Crush Brothers y Treacherous Three solo participaron hasta las escenas del anfiteatro. Debido a que los productores no fueron capaces de compensar a los grupos por su aparición, sus actuaciones fueron cortadas de la película final. El grupo Treacherous Three aparece al final del concierto, hablando a la multitud. Las actuaciones fueron restauradas para la reedición en DVD de 2007 de Rhino y Atlantic Records.
En video, en la versión DVD, se reemplazan temas originales que Grandmaster Flash realizó para el film, "God Made Me Funky" y "Take me to the Mardi Gras", con piezas funky de Chris Stein (bajista de la banda New Wave Blondie, quienes de hecho grabaron el exitoso sencillo "Rapture" en la que su cantante Debbie Harry rapeó acerca de Fab 5 Freddy y Grandmaster Flash) integrados por música de banda sonora. Esto se debe a que los artistas originales documentados como Flash querían 8.000 dólares por los derechos para incluir las pistas en el filme, lo cual no fue aprobado por los productores. Estos temas fueron restaurados para la versión 2007 del DVD de Rhino y Atlantic Records.
El lleno total del anfiteatro se había previsto para ser grabado y se realizó el concierto tres veces dentro del mismo. Los dos primeros conciertos fueron descartados debido a la baja calidad de audio. Uno de los trenes que se estaba pintando en la película era en realidad una maqueta de tren para presentación del film, que fue creada y filmada en un estudio. Charlie Ahearn tuvo que obtener la aprobación para grabar en los patios de tren MTA con tres meses de antelación. El uso del patio le costaría 25.000 dólares. En la primera noche de la filmación llovía constantemente, lo que causó muchos problemas con la producción.
El logo estilo grafiti que reza "WildStyle" en la publicidad de la película fue en realidad un gran mural pintado en la pared en el Bronx por Zephyr, Revolt, y Sharp. En la película aún se muestra cuando se preparó originalmente. Asimismo, el film se rellena con figuras del verdadero movimiento hip-hop, en contraposición a los actores. Además, la mayor parte del diálogo fue improvisado. Esto le quedó muy claro a Sandra Fabara, cuando llevó a su madre a ver la película y la última estaba consternada por la prevalencia de la palabra "fuck".

## Legado
La película ha recibido un estatus de culto durante los siguientes años después de su lanzamiento inicial. Ha sido altamente considerado en históricos álbumes de hip hop como "Illmatic" de Nas, "Check Your Head" de Beastie Boys, "Midnight Marauders" de A Tribe Called Quest, "Black Sunday" de Cypress Hill, "The Resurrection" de Common, "Big Shots" por Charizma, "Doomsday" por MF Doom y "Quality Control" de Jurassic 5 en donde se han incluido samples (muestras sonoras) de Wildstyle. Significativamente, la MTA permite al director Charlie Ahearn que la película tenga escenas en los astilleros reales del tren en Nueva York. En 2007, el VH1 Hip Hop Honors rinde homenaje a Wild Style, en reconocimiento de su influencia en la cultura.

## Banda sonora
1. Military Cut – Grand Wizard Theodore/Kevie Kev Rockwell (Scratch Mix)
2. MC Battle – Busy Bee/Lil Rodney Cee/DJ Grand Wizard Theodore
3. Basketball Throwdown – Cold Crush Brothers/Fantastic Freaks
4. Fantastic Freaks At The Dixie – Fantastic Freaks/ DJ Kevie Kev Rockwell
5. Subway Theme – DJ Grand Wizard Theodore (Previously Unreleased)
6. Cold Crush Brothers At The Dixie – Cold Crush Brothers
7. Cuckoo Clocking – (inédita)
8. Stoop Rap – Double Trouble
9. Double Trouble At The Amphitheatre – Double Trouble (KK Rockwell & Rodney C)/DJ Stevie Steve
10. South Bronx Subway Rap – Grandmaster Caz (Original Mix)
11. Street Rap – Busy Bee (Previously Unreleased)
12. Chief Rocker Busy Bee, DJ AJ At The Amphitheatre – Busy Bee/ DJ A.J.
13. Gangbusters – Grand Wizard Theodore/Kevie Kev Rockwell (Scratch Mix)
14. Rammellzee and Shock Dell At The Amphitheatre – Rammellzee & Shock Dell/The Grand Mixer D.St
15. Down By Law – Fab 5 Freddy (inédita)
16. Wild Style Theme Rap 1 – Grand Master Caz/Chris Stein (Charlie Chase Scratch Mix, tema extra)
17. Wild Style Subway Rap 2 – Grand Master Caz/Chris Stein (Charlie Chase Scratch Mix, tema extra)